# Mallos pallidus
Mallos pallidus är en spindelart som först beskrevs av Banks 1904.  Mallos pallidus ingår i släktet Mallos och familjen kardarspindlar. Inga underarter finns listade i Catalogue of Life.